# Rusa I
Rusa I(en Armenio: Ռուսա)fue un rey de Urartu, que gobernó entre el 730 y el 714 a. C.
Hijo y sucesor de Sardur II, las inscripciones le describen como guerrero valeroso y gran constructor, fundador de la nueva ciudad de Rusakhinli. Renuncia a las pretensiones territoriales sobre Siria, pero intriga en Tabal, en Musasir (marca fronteriza que disputa con Asiria), y en el país de los maneos. Obligado a reprimir varias revueltas provinciales, reduce el poder de los gobernadores para ejercer un control más estrecho.
Durante su reinado se hace mención por primera vez de las hordas cimerias, que cruzan el Cáucaso y atacan el norte y los parajes del lago Urmía. A consecuencia de estos ataques, el equilibrio entre Urartu y Asiria queda definitivamente alterado, en favor de ésta, pues Sargón II ataca en el 714 a. C., logrando una victoria decisiva, y Rusa I se ve forzado al suicidio.
| Predecesor: Sardur II | rey de Urartu 730-714 a. C. | Sucesor: Argishti II |